# Hrnčiarovce nad Parnou
Hrnčiarovce nad Parnou jsou obec na Slovensku v okrese Trnava. Žije v nich přibližně 2 200 obyvatel.

## Pamětihodnosti
- Ve vsi stojí římskokatolický kostel svatého Martina biskupa z roku 1215.
- Do katastrálního území obce zasahuje část chráněného areálu Trnavské rybníky.

## Osobnosti
- Rudolf Božik (1920–2000), stíhací pilot
- Jozef Forner, salesiánský misionář
- Ľudovít Koiš (1935–2012), fotbalista